# Bromeliophila natans
Bromeliophila natans är en bladmossart som först beskrevs av Franz Stephani, och fick sitt nu gällande namn av Rudolf Mathias Schuster. Bromeliophila natans ingår i släktet Bromeliophila och familjen Lejeuneaceae. Inga underarter finns listade i Catalogue of Life.